# パヴェル・クリズニコフ
パヴェル・クリズニコフ（ロシア語: Павел Кулижников, ラテン文字転写: Pavel Kulizhnikov、1994年4月20日 - ）は、ロシアの男子スピードスケート選手。男子500mの現世界記録保持者。

## 経歴
12歳で競技を始める。早くから才能を示し、2012年に帯広で行われた世界ジュニア選手権で2個のメダルを獲得。しかしメチルヘキサンアミンへの陽性反応を示したためメダルの剥奪と2年間の出場停止処分を受け、地元開催の2014年ソチオリンピックには出場できなかった。
処分が解けた2014/15シーズンからシニアに転じる。ワールドカップ短距離二種目を総合優勝し、世界選手権でも3個のメダルを獲得した。翌シーズンのワールドカップ初戦、500mで34秒00の世界新記録をマーク。さらに第二戦でこの記録を33秒98まで更新、史上初めての33秒台を達成した。世界選手権はスプリント・距離別全てで金メダルを獲得。
そのシーズン終了直後の2016年3月、禁止薬物のメルドニウムに陽性反応が出たため暫定資格停止処分を受ける。2度目の違反により永久追放の可能性も取りざたされたが、4月に処分が解除された。
2019年ワールドカップファイナルでは500mで自らの世界記録を更新。